# St. Aegidius (Bad Salzig)

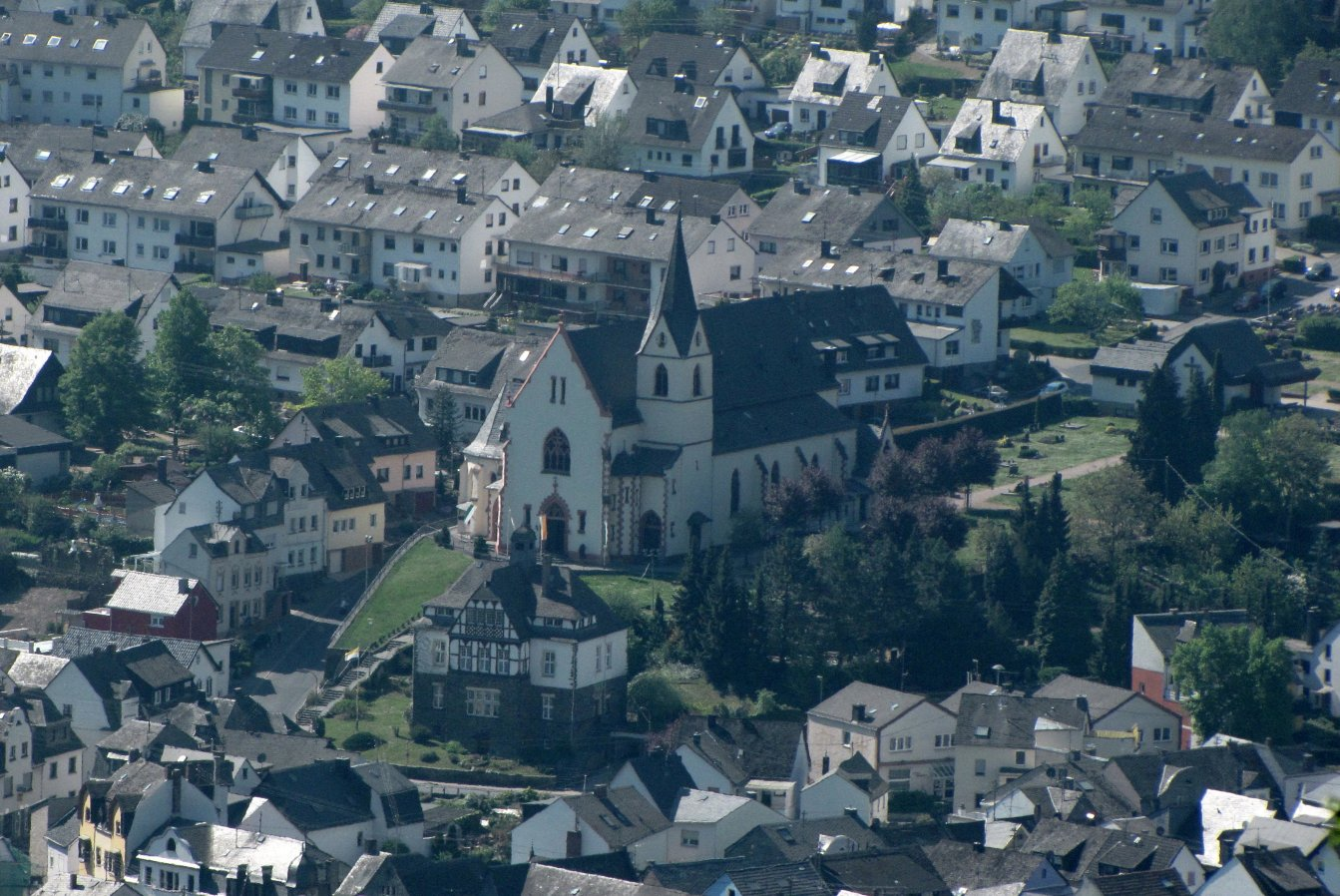
Pfarrkirche Sankt Aegidius, Pfarrhaus und Umgebung

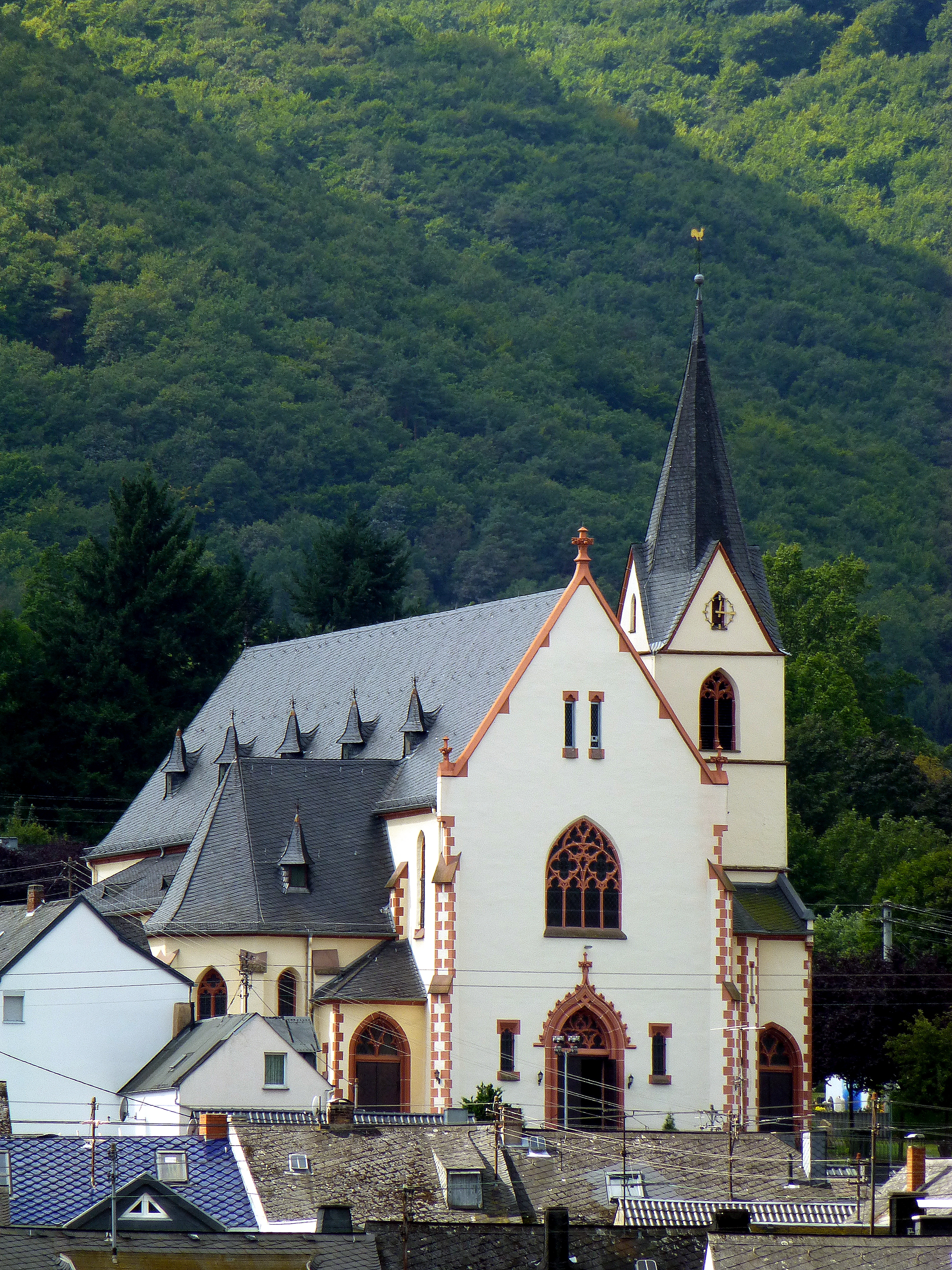
Pfarrkirche Sankt Aegidius

Die Kirche Sankt Aegidius in Bad Salzig, einem Ortsbezirk von Boppard, ist die Pfarrkirche der katholischen Pfarrei Sankt Aegidius. Die Kirche beziehungsweise die Pfarrei ist nach dem heiligen Aegidius benannt. Am Ort der heutigen Kirche stand schon im 13. Jahrhundert eine Kapelle, die heutige Pfarrkirche wurde 1904 geweiht.
Westlich grenzt der Friedhof von Bad Salzig an die Kirche und nördlich davon steht das Pfarrhaus. Die Gesamtanlage mit Pfarrkirche, Friedhof und Pfarrhaus steht unter Denkmalschutz.

## Lage
Die Kirche steht auf einer Anhöhe südwestlich des ehemaligen Dorfkerns. Erst im 20. Jahrhundert wurde sie komplett in den Ort integriert. Die Straße, an der sie steht, heißt Weilerer Weg. Ihr Haupteingang wird über eine lange Treppe von Norden her erreicht. Westlich an die Kirche schließt sich der Friedhof von Bad Salzig an. Nördlich, etwas unterhalb der Kirche befindet sich das ebenfalls denkmalgeschützte Pfarrhaus.

## Geschichte

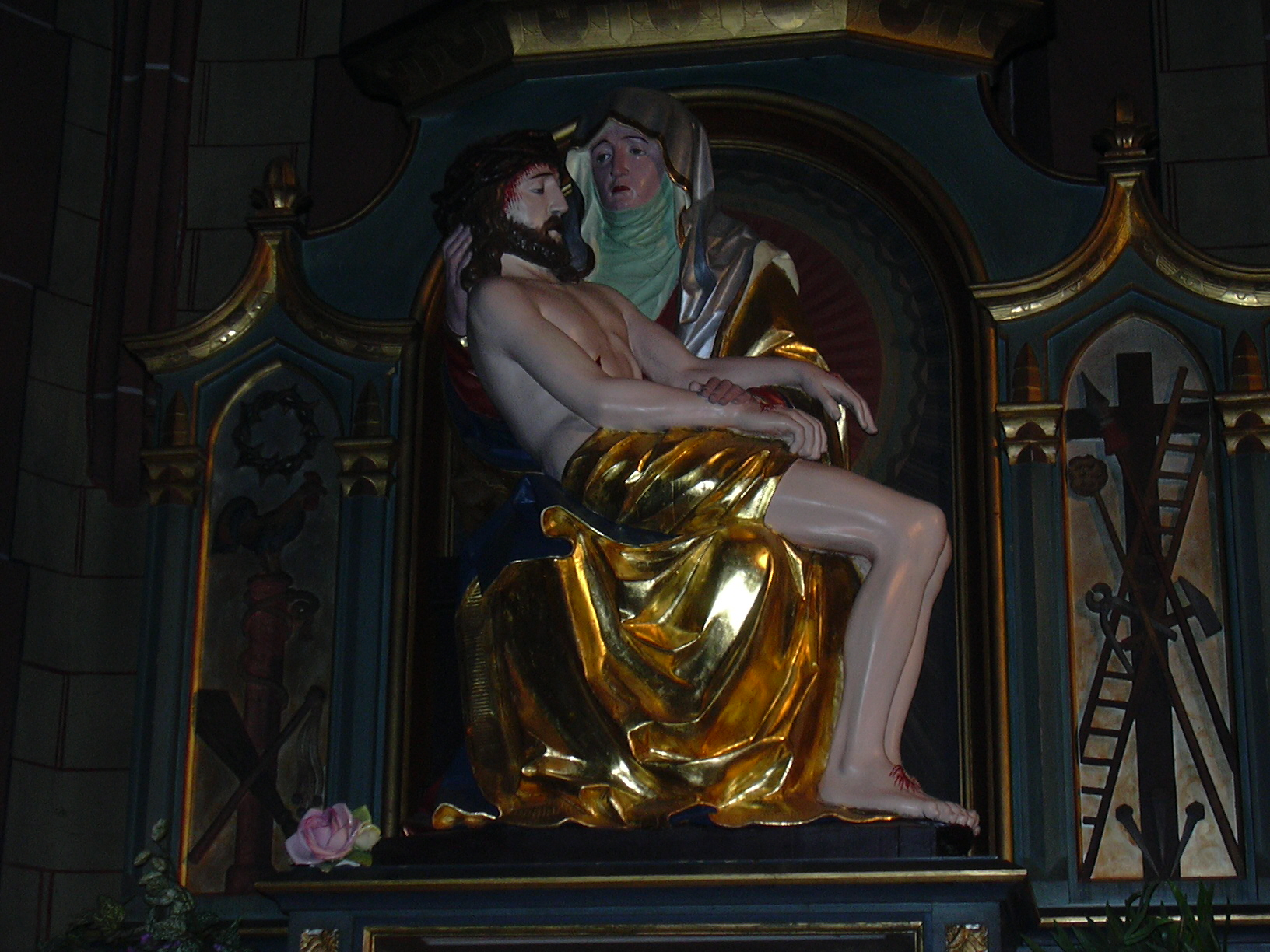
Pietà in St. Aegidius aus der zweiten Hälfte des 15. Jahrhunderts

Eine Kapelle in Salzig wurde erstmals durch den Trierer Erzbischof Heinrich II. von Finstingen am 12. Juni 1275 und durch König Adolf von Nassau am 7. Januar 1294 in Urkunden erwähnt. Die Kapelle tauchte auch in dem um 1290 entstandenen Schenkungsbuch Liber Donationum auf. Patron der Kapelle war der heilige Aegidius, einer der vierzehn Nothelfer.
Im 14. und 15. Jahrhundert wurde am Ort der Kapelle eine neue Kirche gebaut. Der Chor aus dem 14. Jahrhundert und der Glockenturm aus dem 15. Jahrhundert sind Bestandteil der heutigen Pfarrkirche. Die Marienglocke, die älteste Glocke der Kirche, wurde 1471 gegossen. Mit der Verleihung des Rechts auf einen eigenen Taufbrunnen, wahrscheinlich am 25. März 1563, wurde Salzig mit der Filiale Weiter zu einer selbstständigen Pfarrei ernannt. Im Jahr 1568 wurde die Kirche erstmals als Pfarrkirche bezeichnet.
Als die Salziger Kirche gebaut wurde, hatten die Dörfer Salzig und Weiler zusammen etwa 300 Einwohner. Im Jahr 1788 waren es bereits 798 und im Jahr 1825 rund 1100 Bewohner. Die Kirche wurde zu klein. Schon um 1702 errichtete man einen Anbau und im Jahr 1825 wurde die Kirche nochmals vergrößert. Doch auch dieser Anbau reichte nicht aus. Im Jahr 1868 war die Zahl der Pfarrangehörigen auf 1684 gestiegen. Unter Pfarrer Nick, nach dem eine Straße in Salzig östlich der Kirche benannt ist, wurde ein zusätzlicher Erweiterungsbau von dem Architekten Lambert von Fisenne im Stil einer neugotischen Hallenkirche errichtet. Am 27. Januar 1899 wurde mit dem Bau begonnen, der am 11. August 1901 vollendet wurde. Der Neubau kostete zirka 83.000 Mark. Am 24. April 1904 wurde die Kirche von Bischof Michael Felix Korum geweiht. Unter Pfarrer Rahm wurde im Jahr 1905 das heutige Pfarrhaus östlich der Kirche an der Kirchentreppe erbaut.
Der ab 1966 in Bad Salzig wirkende Pfarrer Werner Mathieu ließ zuerst das Pfarrhaus und danach in den Jahren 1967 und 1968 die Pfarrkirche renovieren. Dabei wurde der Altarraum umgebaut. Der neue Altar wurde von Weihbischof Alfred Kleinermeilert konsekriert. Zirka zwanzig Jahre später wurde die Aegidiuskirche nun unter Pfarrer Meidt wieder renoviert. Zwischen 1985 und 1987 erhielt sie ein neues Schieferdach und, nachdem die Außenmauern trockengelegt waren, auch einen neuen Außenanstrich. Im Jahr 1988 erfolgte eine weitere Renovierung des Innenraums.

## Beschreibungen einzelner Objekte

### Ölberggruppe
Die Ölberggruppe ist eine Andachtsstätte an der nordwestlichen Außenwand der Pfarrkirche bestehend aus vier Steinskulpturen. Im Mittelpunkt des Kunstwerks kniet eine Jesusskulptur in Seitenansicht (110 cm hoch) auf einem Felsen. Der Blick ist nach oben gerichtet. Im Vordergrund unterhalb der Jesusskulptur sind die drei Apostel Jakobus, Johannes und Petrus (82 bis 86 cm hoch) von links nach rechts dargestellt. Jakobus stützt sich mit der rechten Hand auf sein rechtes hochgezogenes Knie und mit der linken Hand hält er ein Buch. Der mittig sitzende Johannes hält ein aufgeschlagenes Buch in seinen Händen und Petrus, halb kniend, halb sitzend, trägt in der rechten Hand ein Schwert und stützt mit der linken sein Haupt.

### Orgel
Die Orgel der St.-Aegidius-Kirche stammt aus dem Jahr 1715 und wurde Johann Hoffmann aus Würzburg für die Benediktinerinnenabtei Marienberg in Boppard hergestellt. Sie ist mit Pedal, zwei Manualen und 13 Registern ausgestattet.
Im Jahr 1756 wurde sie von den Gebrüdern Stumm ausgeputzt und gestimmt. Außerdem bauten sie einen neuen Tremulant für die Orgel. Infolge der Säkularisation 1802 kam die Orgel in die Bopparder Karmeliterkirche. Dort arbeitete im Jahre 1857 der Orgelbauer Hünd an ihr. Nach der Fertigstellung der St.-Aegidius-Kirche wurde die Orgel 1903 angekauft und durch den Orgelbauer Christian Gerhardt aufgestellt. Im Jahr 1970 wurde sie von der Firma Gebr. Oberlinger Orgelbau für 50.000 DM renoviert und wahrscheinlich um das Schwellwerk erweitert. Durch die Firma Raab-Plenz Orgelbau wurden Reinigungs- und Instandsetzungsarbeiten an der Orgel durchgeführt.
| I Hauptwerk C-f3 |    |
| Principal        | 8′ |
| Hohlpfeif        | 8′ |
| Octav            | 4′ |
| Rohrflöte        | 4′ |
| Quint            | 3′ |
| Superoctave      | 2′ |
| Mixtur V         |    |
| Trompete         | 8′ |

| II Schwellwerk C–f3 |    |
| Gedackt             | 8′ |
| Salicional          | 8′ |
| Principal           | 4′ |
| Gedacktflöte        | 4′ |
| Blockflöte          | 2′ |
| Sesquialter II      |    |
| Cymbel III          |    |
| Krummhorn           | 8' |
| Tremulant           |    |

| Pedal C–f1 |     |
| Subbass    | 16′ |
| Octavbaß   | 8′  |
| Gemshorn   | 4′  |
| Rohrpfeife | 2′  |
| Posaune    | 16′ |

- Koppeln: II/I, I/P, II/P

### Marienglocke
Die erste Glocke der Aegidiuskirche wurde 1471 gegossen und hängt heute noch in ihrem Turm. Sie trägt keine Signierung, jedoch aufgrund Eigentümlichkeiten ihrer Inschrift wird die Glocke dem Andernacher Glockengießer Paulus von Üdersdorf zugeschrieben. Sie hat eine Höhe von 85 cm und einen Durchmesser von 93 cm. Auf ihrem Mantel ist das Wallfahrtszeichen des auf einem Drachen stehenden Servatius von Maastricht mit Bischofsstab und Schlüssel eingearbeitet. Außerdem trägt die Glocke die einzeilige Umschrift maria heiße ich, in goldis eren lut man mich, al bosen weder v(er) driben ich. Diese Umschrift wird von Rundstegen gerahmt. Der Name Marienglocke könnte auf die 1466 erfolgte Stiftung einer Wochenmesse zu Ehren der Muttergottes zurückzuführen sein.

### Friedhof
Der Friedhof von Bad Salzig schließt westlich an die Pfarrkirche an. Er steht zusammen mit der Kirche unter Denkmalschutz, denn dort stehen noch einige Grabkreuze aus dem 17. Jahrhundert.

## Denkmalschutz
Die Gesamtanlage aus Pfarrkirche, Friedhof und Pfarrhaus ist geschützt als eingetragenes Kulturdenkmal im Sinne des Denkmalschutz- und -pflegegesetzes (DSchG) des Landes Rheinland-Pfalz. Seit 2002 ist die Kirche St. Aegidius auch Teil des UNESCO-Welterbes Oberes Mittelrheintal.